# Falken (Bad Grönenbach)
Falken ist ein Ortsteil des schwäbischen Marktes Bad Grönenbach im Landkreis Unterallgäu (Bayern).

## Geografie

### Topographie
Die Einöde liegt auf der Nordspitze einer Hochebene, etwa vier Kilometer östlich von Bad Grönenbach. In der Nähe befinden sich im Uhrzeigersinn, im Norden beginnend, die Gemeinde Wolfertschwenden, das Dorf Ittelsburg und der Weiler Streifen. Der Ort ist von Süden aus über Ittelsburg erreichbar.

### Geologie
Der Untergrund von Falken besteht aus der ungegliederten Oberen Süsswassermolasse, die im Miozän gebildet wurde, mit Böden aus Tonen, Schluff, Mergel, Sand und zum Teil aus Kies.

### Geotope

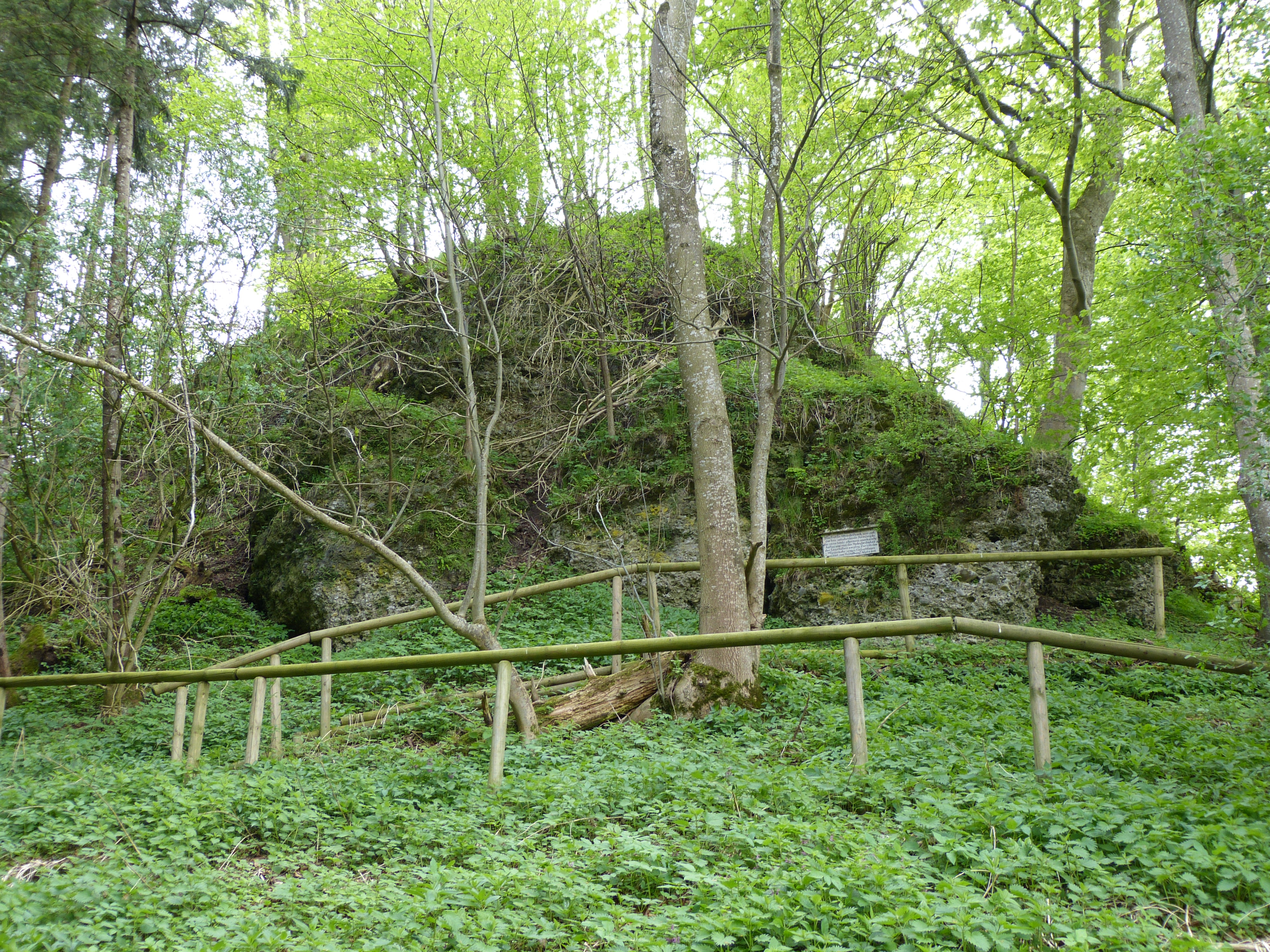
Nagelfluhfelsen am Falken mit Gedenktafel für Albrecht Penck

An der Südspitze von Falken befindet sich ein natürlicher Nagefluhfehlsen mit Aufschlüssen von Schotterkonglomeraten. Diese wurden von Schmelzwässern der Gletscher der Günzeiszeit abgelagert. Da die Stücke meist eckig und nur selten kantengerundet sind, kann darauf geschlossen werden, dass der Kies nicht weit transportiert wurde und die Gletscherstirn in nächster Nähe lag. Der Nagelfluhfelsen ist ein eingetragenes Geotop mit der Nummer 778R004. Es hat eine Länge von 50, eine Breite von 30 und eine Höhe von 8 Metern. Er wird der geologischen Raumeinheit der Iller-Lech-Region zugeordnet.

## Geschichte
In der Nähe von Falken befinden sich auf dem gleichnamigen Höhenzug bei Ittelsburg eine ehemalige keltische Fliehburg sowie die Burgställe (Falken und Hahnentanz). Archäologische Funde, wie ein Beil aus der Jungsteinzeit sowie ein Hortfund von Gold- und Bronzegegenständen aus der Hügelgräberbronzezeit, belegen die frühgeschichtliche Besiedlung am Höhenzug des Falken.